# Giuseppe Sciacca
Giuseppe Sciacca (ur. 23 lutego 1955 w Katanii) – włoski duchowny katolicki, biskup, urzędnik Kurii Rzymskiej, audytor generalny Kamery Apostolskiej.

## Życiorys

### Prezbiterat
7 października 1978 otrzymał święcenia kapłańskie i został inkardynowany do diecezji Acireale. Studiował na Papieskim Uniwersytecie Laterańskim i na Angelicum. Po okresie pracy w swojej diecezji, rozpoczął pracę w Watykanie będąc od 1999 audytorem Roty Rzymskiej.

### Episkopat
3 września 2011 został mianowany przez Benedykta XVI sekretarzem generalnym Gubernatoratu Państwa Watykańskiego oraz biskupem tytularnym diecezji Victoriana. Sakry biskupiej 8 października 2011 udzielił mu Sekretarz Stanu Tarcisio Bertone. 10 listopada 2012 papież zmienił mu stolicę tytularną na Fundi.
13 lutego 2013 został mianowany audytorem generalnym Kamery Apostolskiej.
24 sierpnia 2013 został mianowany sekretarzem pomocniczym Sygnatury Apostolskiej, zaś 16 lipca 2016 został mianowany jej generalnym sekretarzem. Urząd sekretarza rozpoczął pełnić 1 września 2016.
26 stycznia 2022 został mianowany przewodniczącym Biura Pracy Stolicy Apostolskiej.

## Kontrowersje
W wydanej w 2015 książce „Via Crucis” jej autor Gianluigi Nuzzi, wśród wielu przykładów nadużyć urzędników watykańskich, przytacza przykład, gdy ówczesny sekretarz generalny Gubernatoratu Państwa Watykańskiego biskup Giuseppe Sciacca kazał zburzyć ścianę dzielącą jego apartament od mieszkania starszego księdza, przebywającego w szpitalu po to, by powiększyć swój metraż. W taki sposób przejął wraz z wyposażeniem dodatkowy pokój chorego, sędziwego kapłana. Ksiądz niedługo po tym zmarł.